# Fly or Die
Fly or Die é o segundo álbum de estúdio da banda N.E.R.D, lançado a 23 de Março de 2004.

## Faixas
Todas as faixas por Pharrell Williams e Chad Hugo.
1. "Don't Worry About It" - 3:41
2. "Fly or Die" - 3:30
3. "Jump" - 3:55
4. "Backseat Love" - 2:48
5. "She Wants to Move" - 3:33
6. "Breakout" - 3:47
7. "Wonderful Place" - 7:09
8. "Drill Sergeant" - 6:54
9. "Thrasher" - 2:51
10. "Maybe" - 4:22
11. "The Way She Dances" - 4:05
12. "Chariot of Fire" - 3:14

## Desempenho nas paradas musicais
| Parada musical (2004)                   | Posição |
| --------------------------------------- | ------- |
| Estados Unidos - Billboard 200          | 6       |
| Estados Unidos - Top R&B/Hip-Hop Albums | 5       |
| Estados Unidos - Top Internet Albums    | 31      |